# Campo de Esser
El Campo de Esser (1924) es un cementerio en la Esserweg en la ciudad neerlandesa de Groninga.
El Campo de Esser fue construido en el lado sur de la ciudad de Groninga, al este de Hereweg , ampliándose 20 años más tarde hacia el Norte y el - Sur cuando comenzó a haber problemas de espacio.
El cementerio fue organizado a partir de un punto central con las tumbas concéntricas.
La puerta de entrada con puente de acceso fue encargada por la ciudad y construida a partir de un diseño de Siebe Jan Bouma. Fue construido en el estilo de la Escuela de Ámsterdam. Para conmemorar a las víctimas de la Guerra Mundial, en 1946, fue colocado un monumento de Willem Valk . En 1994, la puerta del cementerio y el edificio fueron declarados monumento nacional.

## Presonalidades inhumadas en el cementerio
- Evert van Ketwich Verschuur (1879-1924), alcalde
- Jan Schaper (1868-1934), político